# Thymelaea calycina
Thymelaea calycina är en tibastväxtart som först beskrevs av Philippe Picot de Lapeyrouse, och fick sitt nu gällande namn av Meissner. Thymelaea calycina ingår i släktet sparvörter, och familjen tibastväxter. Inga underarter finns listade i Catalogue of Life.